# Irena Szewińska

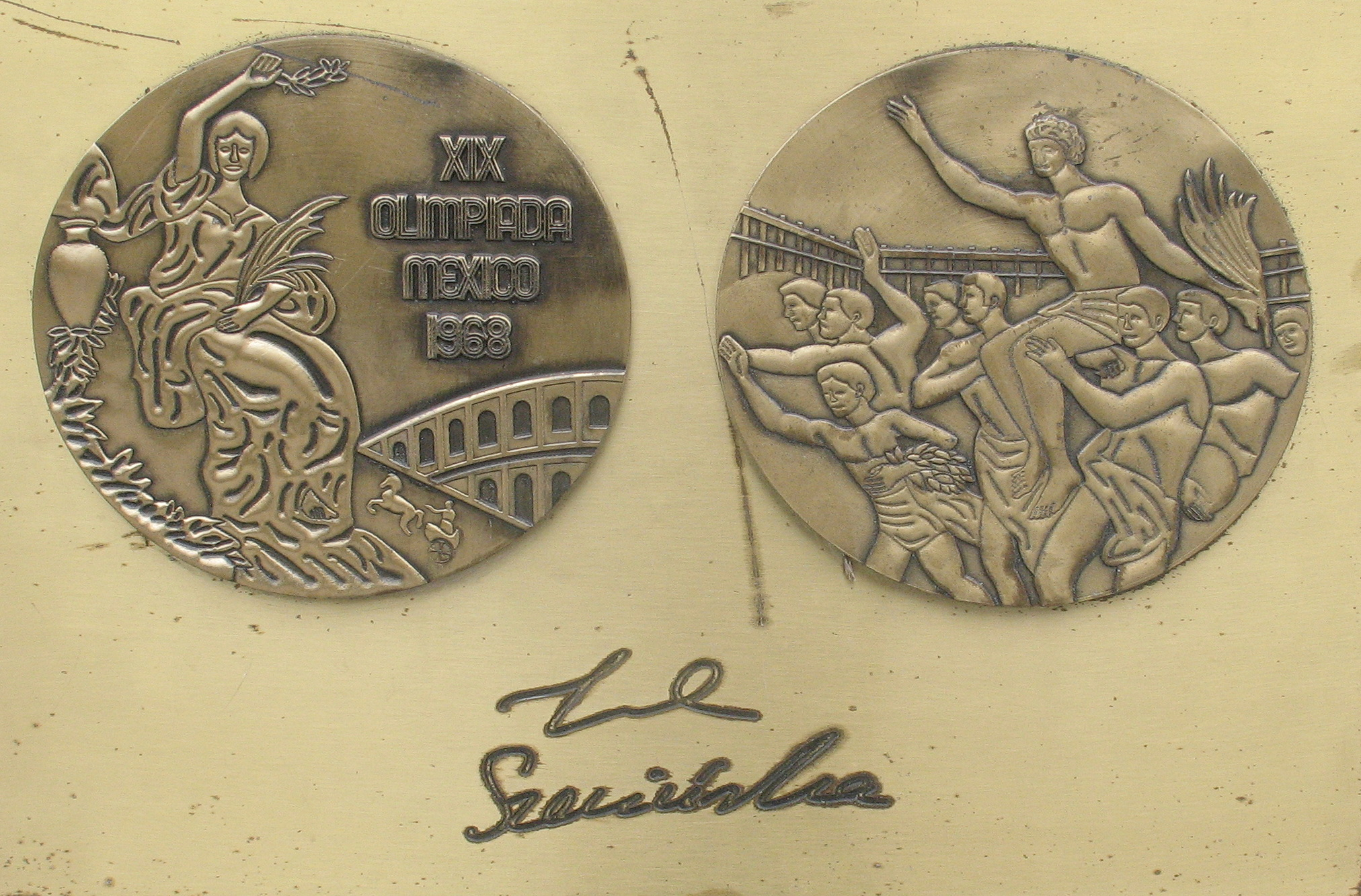
Bản sao huy chương và chữ ký của I. Szewińska tại Đại lộ Ngôi sao Thể thao ở Dziwnów

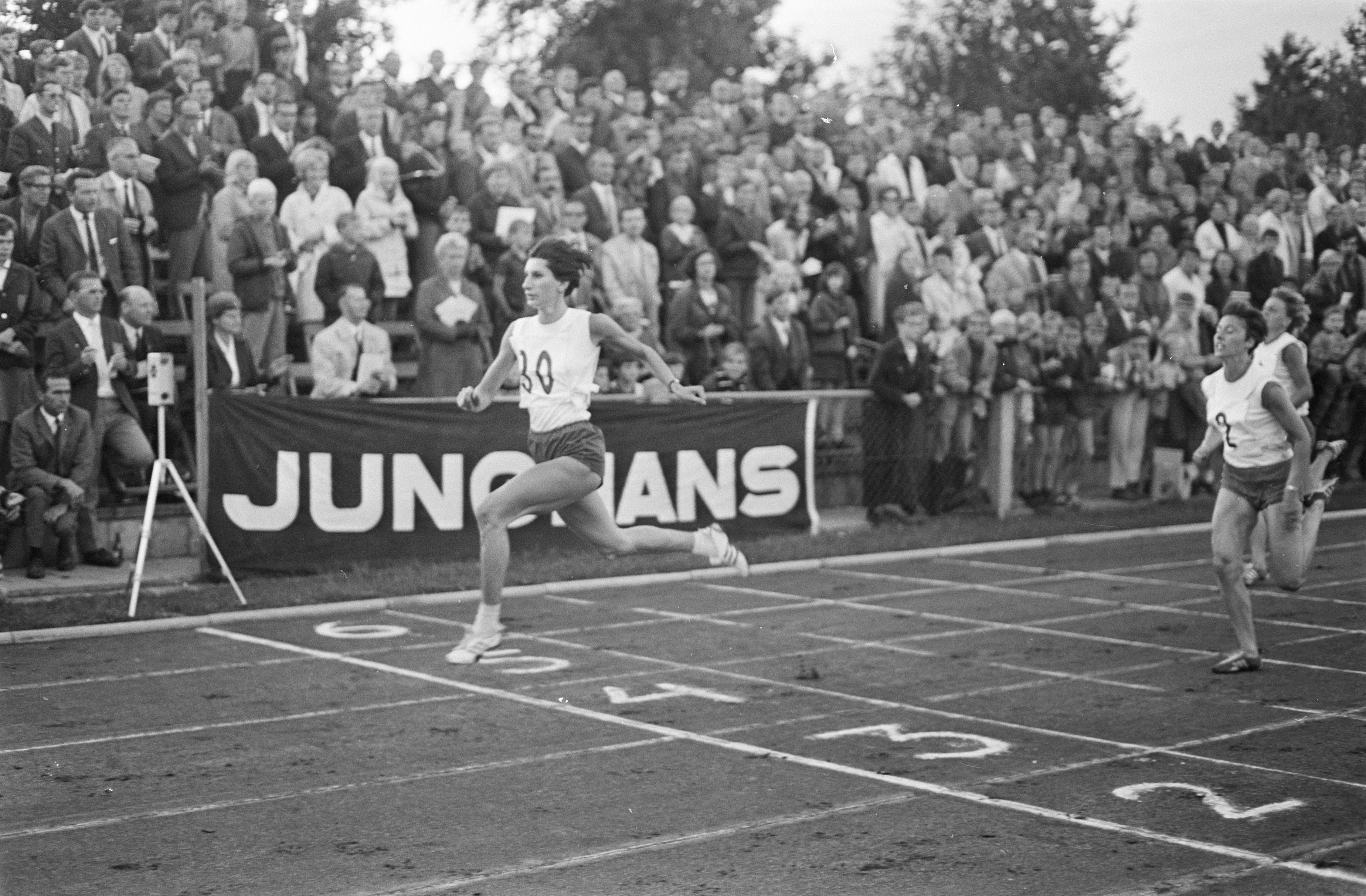
Irena Szewińska năm 1968, Uden, Hà Lan

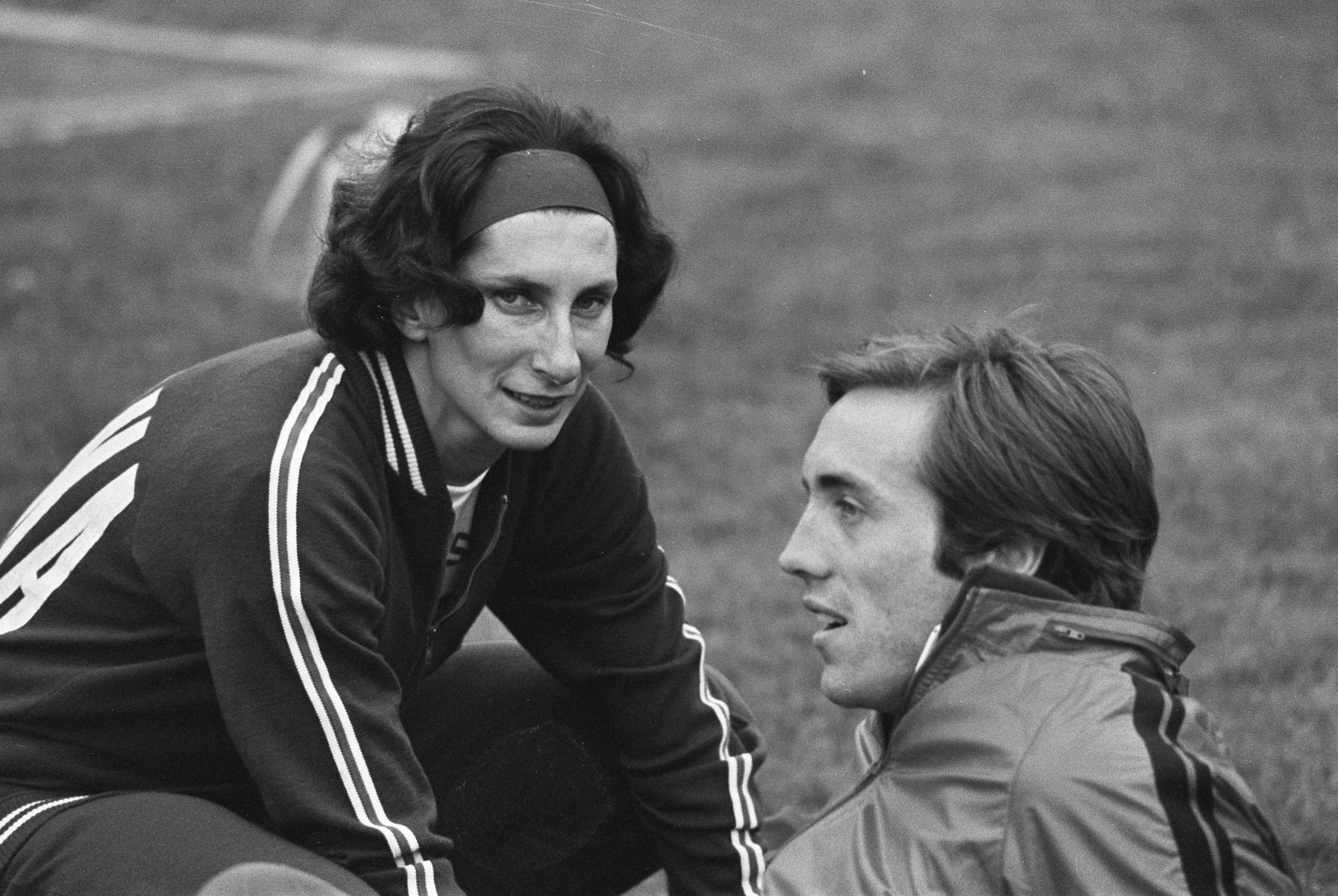
Irena Szewińska và Wojciech Buciarski, Papendal năm 1975

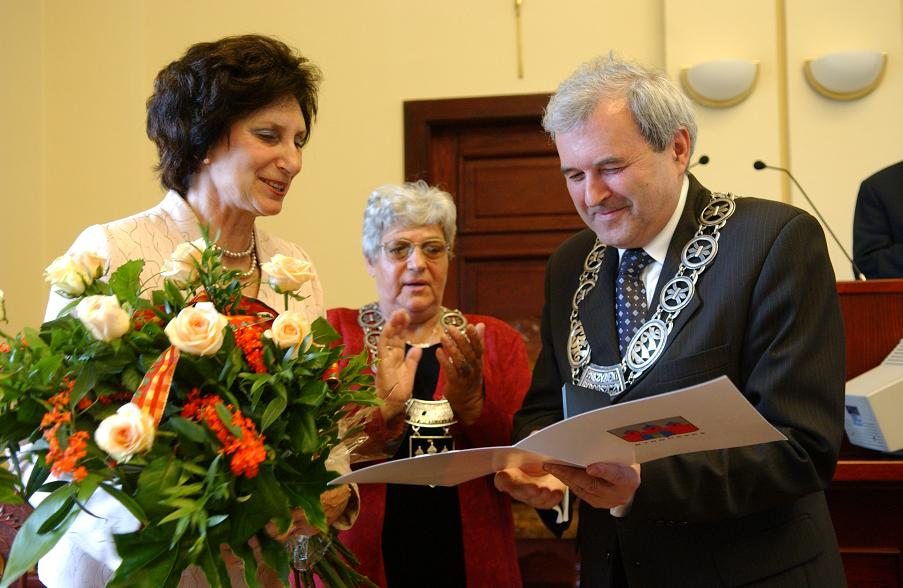
Irena Szewińska với Konstanty Dombrowicz

Irena Szewińska, nhũ danh Kirszenstein (phát âm tiếng Ba Lan: [iˈrɛna ʂɛˈviɲska]; 24 tháng 5 năm 1946 - 29 tháng 6 năm 2018) là một vận động viên chạy nước rút người Ba Lan, một trong những vận động viên hàng đầu thế giới trong gần hai thập kỷ, trong nhiều sự kiện. Cô là vận động viên duy nhất trong lịch sử, trong cả nam hay nữ, đã từng nắm giữ kỷ lục thế giới ở các cự ly 100 m, 200 m và 400 m.

## Các cuộc thi quốc tế
| Năm                 | Giải đấu                      | Địa điểm                 | Thứ hạng            | Nội dung            | Chú thích           |
| Representing Poland | Representing Poland           | Representing Poland      | Representing Poland | Representing Poland | Representing Poland |
| ------------------- | ----------------------------- | ------------------------ | ------------------- | ------------------- | ------------------- |
| 1964                | European Junior Games         | Warsaw, Poland           | 1st                 | 200 m               | 23.5                |
| 1964                | European Junior Games         | Warsaw, Poland           | 1st                 | 4 × 100 m relay     | 46.6                |
| 1964                | European Junior Games         | Warsaw, Poland           | 1st                 | Long jump           | 6.19 m              |
| 1964                | Olympic Games                 | Tokyo, Japan             | 2nd                 | 200 m               | 23.1                |
| 1964                | Olympic Games                 | Tokyo, Japan             | 1st                 | 4 × 100 m relay     | 43.6                |
| 1964                | Olympic Games                 | Tokyo, Japan             | 2nd                 | Long jump           | 6.60 m              |
| 1965                | Universiade                   | Budapest, Hungary        | 1st                 | 100 m               | 11.3                |
| 1965                | Universiade                   | Budapest, Hungary        | 1st                 | 200 m               | 23.5                |
| 1965                | Universiade                   | Budapest, Hungary        | 2nd                 | 4 × 100 m relay     | 46.1                |
| 1966                | European Championships        | Budapest, Hungary        | 2nd                 | 100 m               | 11.5                |
| 1966                | European Championships        | Budapest, Hungary        | 1st                 | 200 m               | 23.1                |
| 1966                | European Championships        | Budapest, Hungary        | 1st                 | 4 × 100 m relay     | 44.49               |
| 1966                | European Championships        | Budapest, Hungary        | 1st                 | Long jump           | 6.55 m              |
| 1968                | Olympic Games                 | Mexico City, Mexico      | 3rd                 | 100 m               | 11.1                |
| 1968                | Olympic Games                 | Mexico City, Mexico      | 1st                 | 200 m               | 22.5                |
| 1968                | Olympic Games                 | Mexico City, Mexico      | 14th (h)            | 4 × 100 m relay     | 53.0                |
| 1968                | Olympic Games                 | Mexico City, Mexico      | 16th (q)            | Long jump           | 6.19 m              |
| 1969                | European Indoor Games         | Belgrade, Serbia         | 1st                 | 50 m                | 6.4                 |
| 1969                | European Indoor Games         | Belgrade, Serbia         | 2nd                 | Medley relay        | 4:53.2              |
| 1969                | European Indoor Games         | Belgrade, Serbia         | 1st                 | Long jump           | 6.38 m              |
| 1970                | Universiade                   | Turin, Italy             | (sf)                | 100 m               | 12.3                |
| 1971                | European Indoor Championships | Sofia, Bulgaria          | 4th                 | 60 m                | 7.5                 |
| 1971                | European Indoor Championships | Sofia, Bulgaria          | 2nd                 | Long jump           | 6.56 m              |
| 1971                | European Championships        | Helsinki, Finland        | 6th                 | 100 m               | 11.63               |
| 1971                | European Championships        | Helsinki, Finland        | 3rd                 | 200 m               | 23.32               |
| 1971                | European Championships        | Helsinki, Finland        | 5th                 | Long jump           | 6.62 m              |
| 1972                | European Indoor Championships | Grenoble, France         | 6th                 | 50 m                | 6.39                |
| 1972                | Olympic Games                 | Munich, West Germany     | 13th (sf)           | 100 m               | 11.54               |
| 1972                | Olympic Games                 | Munich, West Germany     | 3rd                 | 200 m               | 22.74               |
| 1973                | European Indoor Championships | Rotterdam, Netherlands   | 4th                 | 60 m                | 7.35                |
| 1974                | European Indoor Championships | Gothenburg, Sweden       | 3rd                 | 60 m                | 7.20                |
| 1974                | European Championships        | Rome, Italy              | 1st                 | 100 m               | 11.13               |
| 1974                | European Championships        | Rome, Italy              | 1st                 | 200 m               | 22.51               |
| 1974                | European Championships        | Rome, Italy              | 3rd                 | 4 × 100 m relay     | 43.48               |
| 1974                | European Championships        | Rome, Italy              | 4th                 | 4 × 400 m relay     | 3:26.4              |
| 1975                | European Indoor Championships | Katowice, Poland         | 3rd                 | 60 m                | 7.26                |
| 1976                | Olympic Games                 | Montreal, Canada         | 1st                 | 400 m               | 49.28 (WR)          |
| 1977                | European Indoor Championships | San Sebastián, Spain     | 7th (h)             | 60 m                | 7.42                |
| 1977                | World Cup                     | Düsseldorf, West Germany | 1st                 | 200 m               | 22.721              |
| 1977                | World Cup                     | Düsseldorf, West Germany | 1st                 | 400 m               | 49.521              |
| 1977                | World Cup                     | Düsseldorf, West Germany | 2nd                 | 4 × 400 m relay     | 3:25.81             |
| 1978                | European Championships        | Prague, Czechoslovakia   | 3rd                 | 400 m               | 50.40               |
| 1978                | European Championships        | Prague, Czechoslovakia   | 5th                 | 4 × 100 m relay     | 43.83               |
| 1978                | European Championships        | Prague, Czechoslovakia   | 3rd                 | 4 × 400 m relay     | 3:26.76             |
| 1979                | World Cup                     | Montreal, Canada         | 3rd                 | 400 m               | 51.151              |
| 1979                | World Cup                     | Montreal, Canada         | 4th                 | 4 × 400 m relay     | 3:27.391            |
| 1980                | Olympic Games                 | Moscow, Soviet Union     | 16th (sf)           | 400 m               | 53.13               |

1 đại diện cho châu Âu